# Selección femenina de fútbol sala de Portugal
La selección femenina de Fútbol Sala de Portugal es el equipo formado por jugadoras de nacionalidad portuguesa que representa a la Federación Portuguesa de Fútbol en las competiciones oficiales organizadas por la Unión Europea de Asociaciones de Fútbol (UEFA) y la Federación Internacional de Asociaciones de Fútbol (FIFA).

## Historia
El combinado portugués ha participado en las seis ediciones del Mundial de Fútbol Sala Femenino y fue la anfitriona de la edición de 2012. Ha sido tres veces subcampeona en 2010, 2012 y 2014, y una vez medalla bronce, en los mundiales de 2011.
En el mes de septiembre de 2018 se disputaron los primeros partidos oficiales, válidos para la clasificación de la Eurocopa, que se jugaron en el Pabellón Dr. Salvador Machado de Oliveira de Azeméis. Portugal estuvo encuadrada en el grupo junto a las selecciones de República Checa, Finlandia y Serbia, a las cuales venció por amplias goleadas y clasificándose para la primera Eurocopa, en las semifinales ganó a Ucrania por 5-1, y en la final perdió por 4-0 ante España, proclamándose subcampeonas de la Eurocopa.
En el mes de octubre de 2021 se disputaron los partidos para la clasificación de la Eurocopa, que se jugaron en Mladost en Croacia. Esta vez estuvo encuadrada en el grupo junto a las selecciones de Eslovenia, Polonia y Croacia, a las cuales venció y se clasificó para Eurocopa de 2022.

## Estadísticas
| Campeonato Mundial | Campeonato Mundial | Campeonato Mundial | Campeonato Mundial | Campeonato Mundial | Campeonato Mundial | Campeonato Mundial | Campeonato Mundial |
| Año                | Ronda              | PJ                 | PG                 | PE                 | PP                 | GF                 | GC                 |
| ------------------ | ------------------ | ------------------ | ------------------ | ------------------ | ------------------ | ------------------ | ------------------ |
| 2010               | Subcampeonas       | 5                  | 3                  | 1                  | 1                  | 14                 | 11                 |
| 2011               | Tercer lugar       | 5                  | 4                  | 0                  | 1                  | 19                 | 6                  |
| 2012               | Subcampeonas       | 6                  | 3                  | 1                  | 2                  | 20                 | 9                  |
| 2013               | Cuarto lugar       | 5                  | 2                  | 1                  | 2                  | 14                 | 10                 |
| 2014               | Subcampeonas       | 5                  | 3                  | 0                  | 2                  | 14                 | 10                 |
| 2015               | Cuarto lugar       | 5                  | 2                  | 1                  | 2                  | 14                 | 19                 |
| Total              | 6/6                | 31                 | 17                 | 4                  | 10                 | 95                 | 65                 |

Leyenda: PJ: Partidos jugados; PG: Partidos ganados; PE: Partidos empatados; PP: Partidos perdidos; GF: Goles a favor; GC: Goles en contra.
| Copa Mundial de la FIFA | Copa Mundial de la FIFA | Copa Mundial de la FIFA | Copa Mundial de la FIFA | Copa Mundial de la FIFA | Copa Mundial de la FIFA | Copa Mundial de la FIFA | Copa Mundial de la FIFA |
| Año                     | Ronda                   | PJ                      | PG                      | PE                      | PP                      | GF                      | GC                      |
| ----------------------- | ----------------------- | ----------------------- | ----------------------- | ----------------------- | ----------------------- | ----------------------- | ----------------------- |
| 2025                    | Clasificadas            |                         |                         |                         |                         |                         |                         |
| Total                   |                         |                         |                         |                         |                         |                         |                         |

Leyenda: PJ: Partidos jugados; PG: Partidos ganados; PE: Partidos empatados; PP: Partidos perdidos; GF: Goles a favor; GC: Goles en contra.
| Eurocopa | Eurocopa     | Eurocopa | Eurocopa | Eurocopa | Eurocopa | Eurocopa | Eurocopa |
| Año      | Ronda        | PJ       | PG       | PE       | PP       | GF       | GC       |
| -------- | ------------ | -------- | -------- | -------- | -------- | -------- | -------- |
| 2019     | Subcampeonas | 5        | 4        | 0        | 1        | 31       | 6        |
| 2022     | Subcampeonas | 5        | 4        | 1        | 0        | 38       | 6        |
| 2023     | Tercer Lugar | 5        | 4        | 0        | 1        | 45       | 4        |
| Total    | 3/3          | 15       | 12       | 1        | 12       | 114      | 16       |

Leyenda: PJ: Partidos jugados; PG: Partidos ganados; PE: Partidos empatados; PP: Partidos perdidos; GF: Goles a favor; GC: Goles en contra.

## Resultados

### Último año y próximos encuentros
| Amistoso; 21 de septiembre de 2021 | Portugal | 6:0 | Países Bajos | Mun. Luso, Luso |  |

| Amistoso; 22 de septiembre de 2021 | Portugal | 6:0 | Países Bajos | Mun. Luso, Luso |  |

| Amistoso; 13 de octubre de 2021 | Portugal | 8:1 | Ucrania | Mun. Rio Maior, Rio Maior |  |

| Amistoso; 14 de octubre de 2021 | Portugal | 4:0 | Ucrania | Mun. Rio Maior, Rio Maior |  |

| Eurocopa; 20 de octubre de 2021 | Portugal | 6:0 | Eslovenia | Mladost, Karlovac |  |

| Eurocopa; 21 de octubre de 2021 | Portugal | 7:2 | Polonia | Mladost, Karlovac |  |

| Eurocopa; 23 de octubre de 2021 | Portugal | 16:1 | Croacia | Mladost, Karlovac |  |

| Amistoso; 23 de noviembre de 2021 | Portugal | 2:2 | España | Antonio Jara, Navalmoral de la Mata |  |

| Amistoso; 25 de noviembre de 2021 | Portugal | 2:1 | España | Tomás de la Hera, Almendralejo |  |

| Amistoso; 11 de enero de 2022 | Portugal | 3:2 | Rusia | Mun. Vila do Conde, Vila do Conde |  |

| Amistoso; 12 de enero de 2022 | Portugal | 5:2 | Rusia | Mun. Vila do Conde, Vila do Conde |  |

| Amistoso; 22 de febrero de 2022 | Portugal | 2:5 | España | Pr. António Costeirá, Oliveira de Azeméis |  |

| Amistoso; 23 de febrero de 2022 | Portugal | 1:0 | España | Pr. António Costeirá, Oliveira de Azeméis |  |

| Amistoso; 18 de marzo de 2022 | Portugal | 0:2 | Brasil | Multiusos de Gondomar, Gondomar |  |

| Amistoso; 19 de marzo de 2022 | Portugal | 2:2 | Brasil | Multiusos de Gondomar, Gondomar |  |

| Amistoso; 24 de junio de 2022 | Portugal | 6:0 | Ucrania | Pr. António Costeirá, Oliveira de Azeméis |  |

| Eurocopa; 1 de julio de 2022 | Portugal | 6:0 | Hungría | Multiusos de Gondomar, Gondomar |  |

| Eurocopa; 3 de julio de 2022 | Portugal | 3:3 | España | Multiusos de Gondomar, Gondomar |  |

## Jugadoras
Actualizado con la convocatoria de marzo de 2025.

### Selección actual
| Dorsal | Jugador              | Posición  | Edad    | Equipo             | Partidos | Goles |
| ------ | -------------------- | --------- | ------- | ------------------ | -------- | ----- |
|        | Ana Catarina         | Portera   | 32 años | SL Benfica         | 112      | 1     |
|        | Odete Rocha          | Portera   | 28 años | Nun'Álvares        | 44       | 0     |
|        | Carolina Pedreira    | Ala       | 22 años | Burela             | 30       | 13    |
|        | Carolina Rocha       | Ala       | 25 años | Novasemente        | 32       | 4     |
|        | Fifó                 | Ala       | 24 años | SL Benfica         | 77       | 29    |
|        | Maria Pereira        | Ala       | 29 años | SL Benfica         | 39       | 7     |
|        | Leninha              | Ala       | 23 años | Futsi Navalcarnero | 26       | 1     |
|        | Ana Catarina Ribeiro | Ala       | 25 años | Leões Porto Salvo  | 16       | 4     |
|        | Kaká                 | Ala       | 29 años | Nun'Álvares        | 4        | 0     |
|        | Ana Azevedo          | Universal | 38 años | Nun'Álvares        | 130      | 42    |
|        | Raquel Santos        | Universal | 26 años | SL Benfica         | 27       | 11    |
|        | Janice Silva         | Pívot     | 27 años | SL Benfica         | 94       | 49    |
|        | Lídia Moreira        | Pívot     | 30 años | Nun'Álvares        | 56       | 25    |
|        | Inês Matos           | Pívot     | 25 años | SL Benfica         | 21       | 1     |